# Мюллер, Мориц (теолог)
Мориц Мюллер (нем. Moritz W. G. Müller (30 ноября 1806, Веймар — 22 декабря 1886, Мерзебург) — немецкий писатель
, богослов и мемуарист, известный под псевдонимом нем. W. G. Gotthardi.

## Биография
Изучал богословие в Йенском университете, в 1828 году получил докторскую степень. Был проповедником в Веймаре (где познакомился с Гёте и Гуммелем), пастором в Бад-Берке (до 1847 года), а затем в Нидерросле (до 1867 года).

## Публикации
- «Pfarrspiegel, oder Musterbild eines evangel. Geistlichen» (1836).
- «Pastor Oberlin» (1836).
- «Novellen» (1837).
- «Fromme Feierstunden inmitten einer Landgem einde» (1839).
- «Weimarische Theaterbilder aus Goethes Zeit» (1865).
- «Kleine Lebens-u. Herzensgeschichte eines Dorfkindes» (1866).
- «Musäus' deutsche Volksmärchen» (1868).
- «Gedichte» (1880).